# Талекан (шахрестан)
Талекан (перс. مقاطعة طالقان‎) — один из шахрестанов иранской провинции Альборз. Административный центр — город Талекан.
В административном отношении содержит в своём составе один бахш (Меркези (центральный) (перс. بخش مرکزی شهرستان طالقان‎)), который, в свою очередь, подразделяется на три сельских округа (дехистана):
- Бала-Талекан (Верхний Талекан) (перс. بخش بالاطالقان‎)
- Миан-Талекан (Средний Талекан) (перс. دهستان میان‌طالقان‎)
- Паин-Талекан (Нижний Талекан) (перс. دهستان پایین‌طالقان‎)

## Население
По данным переписи 2006 года население шахрестана составляло 25 781 человек (13 233 мужчины и 12 548 женщин). Насчитывалось 7574 семьи. Уровень грамотности населения составлял 83,9 %.

## Населённые пункты
- Артун
- Барикан
- Безедж
- Веркеш
- Веште
- Гелинек
- Гетехде
- Гуран
- Денбелид
- Джезен
- Джовестан
- Джозинан
- Дизан
- Зидешт
- Куледж
- Менголан
- Мехран
- Минавенд
- Мир
- Мираш
- Нариан
- Невизек
- Несаэ-Олиа
- Новизе-Олиа
- Перачан
- Сейедабад
- Сенгбон
- Соухан
- Фешендек
- Хасанджун
- Хводкавенд
- Хворан
- Херендж
- Хесбан
- Хечире
- Эмирнан